# ごきチャ
『ごきチャ』は、るい・たまちによる日本の4コマ漫画作品。

## 概要
ゴキブリを萌え擬人化した漫画。るい・たまちが2006年6月17日に起ち上げたmixiコミュニティ「ごきチャ」が発祥。数多くのカラー・モノクロイラストと4コマ漫画が連作される中、友達キャラ「ちゃば」が登場するなど次第に作品世界が固まり、2009年冬にはコミックマーケット77にて同人誌「!!」、続く2010年夏のコミックマーケット78では「!!!」を刊行。この2冊はメロンブックスの売り上げランキング1位になったこともあり、複数回再入荷された。同じくコミックマーケット78の企業ブースで「movic」よりトートバッグ・シャツ・名刺入れの3点セットが発売。2011年には携帯電話向けにアニメ化が決定。その後、芳文社の『まんがタイムきららキャラット』2011年3月号から5月号に3回のゲスト掲載を経て、同年9月号から2016年8月号にかけて定期連載された。2011年7月には青島文化教材社から「きゃらくたープラモ化製作委員会」として「ごきチャ」と「ちゃば」のプラスチックモデルが発売された。

## 登場人物
「声」はアニメ版の声優。
ごきチャ
声 - 能登麻美子
本作の主人公。人間と友達になるため本州から北海道に引っ越してきたゴキブリで殆どの話で酷い目に遭う。博士曰くヤマトゴキブリらしいが、殺虫剤をかけられても数秒で復活、ホウ酸団子を非常食に常備し、石鹸で身体を洗う、人間の言語や文字を解する等、普通のゴキブリとはずいぶん違う能力を持つ。バルサン（実際には花火）やゴキブリホイホイを見ると目を輝かせる。ゴキブリでありながら散らかっている場所を見ると片付けずにいられず、片付けている。北海道へ辿り着くまでの経緯は、mixi・同人誌版・芳文社版でそれぞれ異なる。
北海道にゴキブリが居ないというのは過去の話で、現在は冷暖房設備の普及や温暖化等の影響でちゃんといる。
ちゃば
声 - 釘宮理恵
ごきチャに初めて出来たゴキブリの友達。芳文社版ではキャラット2012年6月号掲載分から登場。チャバネゴキブリで、多少気が荒く言葉も乱暴。ごきチャ同様、人間の言語と文字を理解している。当初は後述の男性の部屋に棲み着いていたが、綺麗になったため住み処を失った。ごきチャの行動にイライラしつつも、見てて危なっかしく放っておけない。大きな魚一匹丸ごと引きずって行ける怪力の持ち主で、更に大量の食料をあっという間に食べ尽くす。ごきチャと出会った経緯など、mixi・同人誌版・芳文社版でそれぞれ異なる。
アルバイトの女性
芳文社版に登場、氏名不明。店員や工事作業員など様々なアルバイトをしているが、先々でごきチャに遭遇もしくはニアミスし、ごきチャの裏目に出た行動のとばっちりを喰らう。コンタクトを付けている。その表情は一度も見えたことが無い。
アルバイトの男性
芳文社版に登場、氏名不明。女性の後輩だが、何の先輩後輩の間柄かは明らかにされていない。初登場時は住んでいる部屋に大量のゴミを貯め込んでいたが、入り込んだごきチャの暴走に懲りて部屋を片付けた。女性よりも登場頻度は少ないが、彼もしばしばごきチャの行動でとばっちりを喰らう。
ショコラ
ごきチャの友達で猫。顔の右側に傷があり、かなり強面だが心優しく飼い主には良く服を着せられている。ただ、太ってしまって細い路地には入れず、高い所に登ると怖くて降りられなくなる等、不器用な所もある。ちなみに自宅周辺のボス猫でもある。
飼い主の老婆が抱き抱えた際にぎっくり腰になってしまった事から、ダイエットを決意するも、老婆自身がダイエットのご褒美としてサバ缶等を大量にあげてしまっている。
博士
現在人間で唯一、ごきチャを怖がらずに接している女博士。様々な物を開発しており、天才ではあるのだが、多少感性がおかしい。ただ蚊だけは足を刺されていた為、嫌い。
助手
博士と共に研究をしている男性。ごきチャだけでなく虫全般が苦手であり、蟻ですら悲鳴を上げる。虫の何処が苦手かと聞かれた際、全部と言うほど嫌い。

## 単行本
芳文社より「まんがタイムKRコミックス」として刊行。
1. 2012年7月26日発売 ISBN 978-4-8322-4174-9
2. 2013年7月27日発売 ISBN 978-4-8322-4326-2
3. 2014年6月27日発売 ISBN 978-4-8322-4453-5
4. 2015年8月27日発売 ISBN 978-4-8322-4605-8
5. 2016年7月27日発売 ISBN 978-4-8322-4723-9

## アニメ
ベースとなっているのは同人誌版。そのため、タイトルは同人誌版どおり『ごきチャ!!』となっている。
2011年に携帯電話向けアニメとして配信されたのち、2012年9月14日にはニコニコチャンネルでも配信された。

### スタッフ
- 製作総指揮：安田正樹
- 企画：佐藤久暢
- プロデューサー：時崎哲三
- ディレクター：有永真仁
- 原作：るい・たまち
- 絵コンテ・キャラクターデザイン：和紋紅丸
- 音響監督：神戸コータ
- 音響効果：古谷友二
- ミキサー：川村貴彦
- スタジオ：アバコクリエイティブスタジオ
- 音響担当：荒井美由紀
- 音響制作：バディ
- 音楽制作：マリン・エンタテインメント
- 音楽プロデューサー：西川路健太
- 原画：和紋紅丸
- 撮影・編集：久保博志
- 背景：孝仁動画
- 制作担当：川北将人
- アニメーション制作：MooGoo、ワオワールド
- アニメーションプロデューサー：大宮三郎、青木清光
- アニメーションアソシエイト・プロデューサー：小沢恵美
- Special Thanks：海原壮 ※制作協力（一部ストーリー考案）
- 制作：角川コンテンツゲート
- 監督：久保博志
- 製作：ムービック

### 主題歌
オープニングテーマ「ごっきゅん!デイズ」
作詞・作曲・編曲：紗希 / 歌：能登麻美子
エンディングテーマ「はじまる」
作詞・作曲・編曲：紗希 / 歌：能登麻美子